# Самаритянин (фильм, 2022)
«Самаритянин» (англ. Samaritan) — американский супергеройский фильм с Сильвестром Сталлоне в главной роли, срежиссированный Джулиусом Эйвери по сценарию Брэги Ф. Шута, который предварительно был адаптирован в серию комиксов издательства Mythos Comics. Выход фильма несколько раз откладывался: ранее планировалось, что он выйдет 20 ноября 2020 года, 11 декабря 2020 года и 4 июня 2021 года. В итоге было объявлено, что премьера фильма состоится 26 августа 2022 года.

## Сюжет
Когда-то давно двое близнецов-сверхлюдей, супергерой Самаритянин и его брат-злодей Немезида, были легендами США. Из-за различий в характерах и мотивах они в итоге стали заклятыми врагами. Долгое время противостояние шло на равных, пока Немезида не выковал себе специальный боевой молот, заряженный его кровью, что дало особые свойства и преимущество над Самаритянином. В итоге однажды между ними произошла драка на электростанции, закончившаяся взрывом, предположительно убившим обоих.
Основное действие фильма происходит спустя 25 лет после той эпической схватки. Самаритянин, несмотря на гибель, до сих пор любим в народе, а слухи о его выживании не затихают. В центре сюжета оказывается тринадцатилетний мальчик Сэм Клири, который отчаянно желает помочь своей матери Тиффани выбраться из долговой ямы. Ради этого он устраивается работать в местную банду, которой руководит некий Сайрус. Однако на одном из первых заданий он сталкивается с неприязнью остальных членов банды, которые обращают его в бегство, а потом пытаются избить. Внезапно в дело вмешивается Джо Смит, старый мусорщик из другого дома на той же улице, который защищает Сэма от его преследователей. В драке он демонстрирует огромную силу, и Сэм начинает подозревать, что Джо и есть Самаритянин.
Спустя время он решается его об этом спросить, но Джо всё отрицает. Тем временем Сайрус похищает из хранилища улик волшебный молот и маску Немезиды и объявляет себя его преемником, чем сеет в городе хаос. Узнав о Джо, Реза (один из нападавших на Сэма парней) наезжает на него на автомобиле, сильно его травмировав. Джо раскрывает Сэму, что обладает даром регенерации, но его использование вызывает перегрев в его теле, требующий срочного охлаждения. Сэм помогает Джо подлечиться и соглашается хранить его секрет. Вскоре они становятся друзьями, и Джо даже даёт Сэму уроки борьбы. Тем не менее, на уговоры мальчика снова стать героем он не поддаётся. Сайрус пытается снова пригласить Сэма в свою банду, но тому больше не нравятся их жестокие действия.
Позже Джо волей обстоятельств спасает маленькую девочку от взрыва, вызвав слухи, что Самаритянин вернулся. Вскоре Сайрус узнаёт про Джо и его дружбу с Сэмом и похищает его, чтобы выманить Джо. После некоторых колебаний Джо принимает вызов и на бронированном мусоровозе врывается в штаб банды. Сайрус начинает издевательски избивать Джо молотом Немезиды, обрушивая при этом на него поток брани за равнодушие к судьбе родного района. Внезапно Джо перехватывает очередной удар молота и говорит: «Ты всё называешь меня героем. Только я вовсе не герой. Я ТОТ САМЫЙ ЗЛОДЕЙ!» И Сайрус в ужасе понимает, что перед ним Немезида.
Параллельно через флэшбеки раскрывается правда о той злосчастной битве на электростанции: Самаритянин победил Немезиду, но не стал его убивать, ограничившись разоружением. Однако из-за сильного пожара пол под ними разрушился, и герой повис на краю пропасти. Джо, никогда не желавший брату смерти, попытался его спасти, но поймал лишь его маску. Раздавленный чувством вины, он отошёл от дел, став хорошим человеком, но так и не смог преодолеть боль.
Как только Джо открывает Сайрусу свою личность, взрывается его самодельная бомба, убив нескольких его людей. Поняв, что пощады ждать не стоит, запаниковавший Сайрус велит своим людям стрелять в Джо, но тот без особого труда побеждает каждого из его людей. Наконец Джо побеждает Сайруса и ломает свой старый молот, лишая злодея сил, после чего кидает Сайруса в огненную пропасть. Пожар в здании вновь чуть не приводит Джо к перегреву, но Сэм успевает его охладить водой из сломанной трубы, после чего они убегают.
Джо подтверждает шокированному Сэму, что был Немезидой, и тот пытается убедить его, что он ещё может стать лучше. Джо на это отвечает, что в каждом человеке есть и добро, и зло, и что только сам человек делает выбор на эту тему. Он оставляет Сэма полицейским и исчезает, а мальчик с восторгом рассказывает прессе, что его спас Самаритянин. Наблюдавший за этим Джо уходит в безлюдные места.

## В ролях
| Актёр                | Роль                          |
| -------------------- | ----------------------------- |
| Сильвестр Сталлоне   | Джо Смит/Немезида/Самаритянин |
| Джавон Уолтон        | Сэм Клири                     |
| Пилу Асбек           | Сайрус/Немезида II            |
| Дэша Поланко         | Тиффани Клири                 |
| Мойзес Ариас         | Реза                          |
| Мартин Старр         | Альберт Каслер                |
| София Тейтум         | Сил                           |
| Джаред Одрик         | Фаршад                        |
| Майкл Аарон Миллиган | Туна                          |
| Абрахам Клинкскейлз  | Джейс                         |

## Критика
На сайте Rotten Tomatoes 39% основанные на 112 рецензиях критиков являются положительными со средней оценкой 5/10. Консенсус веб-сайта гласит: «Хотя «Самаритянин» лучше, чем мог бы быть, эта супергеройская драма во главе со Сталлоне творчески слаба». Metacritic, использующий средневзвешенное значение, присвоил фильму 45 баллов из 100 на основе 28 рецензий, что указывает на «смешанные или средние отзывы».